# سنگتراش (صورت فلکی)
سنگتراش(به انگلیسی: Sculptor) یکی از صور فلکی جنوبی است که توسط نیکلاس لویس د لاکایله (به انگلیسی: Nicolas Louis de Lacaille) کشف شد .
این صورت فلکی در قرن هفدهم ساخته شده و هیچ افسانه‌ای ندارد.

## ستارگان
این صورت فلکی ستاره‌ای روشنتر از قدر ظاهری ۳ ندارد و درخشانترین ستاره آن آلفا سنگتراش است با قدر ۴.۳۱ آلفا سنگتراش ستاره‌ای متغیر از نوع متغییرهای SX بره‌ای می‌باشد.

## اجرام عمقی آسمان
- کهکشان کوتوله سنگتراش:یکی از اعضای گروه محلی
- NGC 253: کهکشان سنگتراش یکی از کهشانهای مارپیچی
- NGC 55:یک کهکشان نامنظم